# They Shall Not Grow Old
They Shall Not Grow Old is een documentairefilm uit Nieuw-Zeeland en het Verenigd Koninkrijk uit 2018 van Peter Jackson. De film gaat over Britse soldaten tijdens de Eerste Wereldoorlog en wordt als baanbrekend gezien vanwege de bewerking en inkleuring van historische filmbeelden.
In de film komen geweld en angst voor. Daarom heeft de Kijkwijzer de film bestempeld als niet geschikt voor mensen jonger dan 16 jaar.

## Verhaal
Vanuit het perspectief van gewone Britse grondtroepen wordt het verhaal verteld van aanmelding bij het leger tot terugkomst thuis. Bij de aanmeldingen bij de kazernes blijken veel rekruten jonger dan de voorgeschreven 19 tot 35 jaar, maar worden sommigen toch al met zestien jaar toegelaten. Na een korte militaire opleiding gaan ze met slechts een set kleding met de trein naar de havens van Het Kanaal. Hier worden ze ingescheept. In Frankrijk en België aangekomen marcheren ze naar het westfront. Na deze twintig minuten in zwart-wit gaat de film verder in kleur en in breedbeeld. Verder komen het leven aan het front en in de loopgraven, verlof achter het front, tanks in bedrijf, aanvallen op de vijandelijke linies, Duitse krijgsgevangenen en gifgasaanvallen aan bod. De film besluit met de terugkeer naar Groot-Brittannië na de wapenstilstand van 11 november 1918. Ook komt het regiment in beeld waarin J.R.R. Tolkien, schrijver van het boek In de ban van de ring, toen als oorlogsvrijwilliger diende.

## Achtergrond

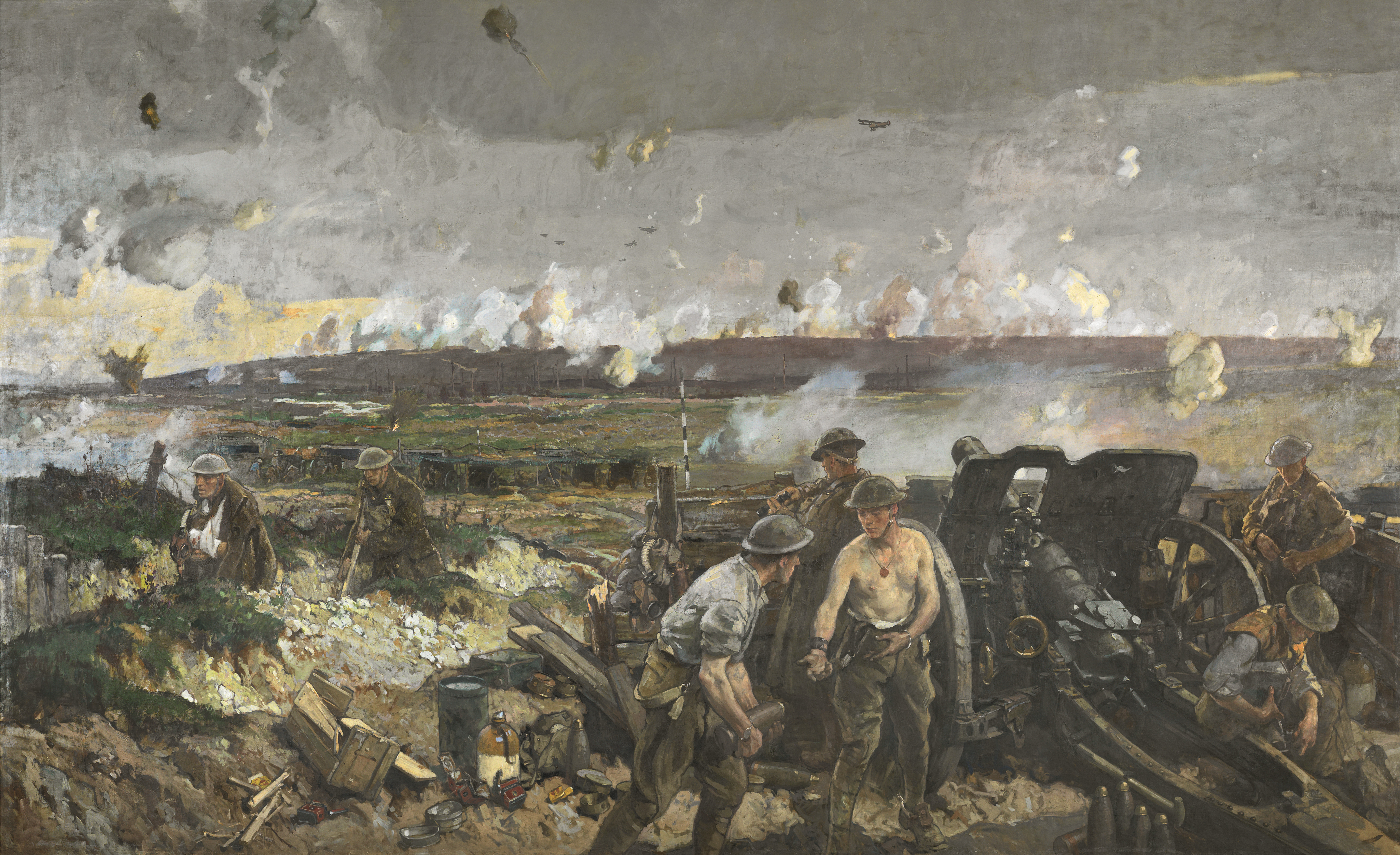
Een schilderij van Richard Jack over de Slag bij Vimy.

De grootvader van Peter Jackson was van 1910 tot 1919 in dienst bij het tweede South Wales Borderers Infanterieregiment. Hij raakte in 1916 bij de Slag aan de Somme gewond en ontmoette hierdoor in Engeland zijn latere echtgenote. Peter Jackson ontwikkelde als kind belangstelling voor de Eerste Wereldoorlog door de boeken en verhalen hierover van zijn vader. De film is opgedragen aan Jacksons grootvader. De opdrachtgevers voor de film waren de BBC en het Imperial War Museum uit Londen. Van de laatste organisatie kwam ook honderd uur aan beeldmateriaal. De techniek van het maken van filmopnames was toen nog geen twintig jaar oud. De beelden zijn tijdens de oorlog geschoten als propaganda voor het thuisfront. Deze historische filmopnamen zijn met de hand en met computertechnieken ingekleurd in Jacksons Nieuw-Zeelandse productiestudio. Dit heeft vier jaar geduurd. De beelden zijn aangevuld met opnames van aanvallen tijdens militaire oefeningen uit die tijd. Liplezers hebben teruggehaald wat de soldaten op de beelden zeiden. De geluidloze opnames zijn daarna ingesproken en met andere geluiden voorzien, zoals wapengekletter. Hiervoor zijn bijvoorbeeld geluidsopnames gemaakt van oefeningen met veldgeschut van het Nieuw-Zeelandse leger. Als commentaar bij de beelden is 600 uur aan vraaggesprekken uit de jaren 1960 en 1970 met 200 oud-strijders beluisterd. Onderdelen uit 120 van deze vraaggesprekken zijn voor de film gebruikt. De titel van de film is een strofe uit het gedicht For the fallen van Laurence Binyon uit september 1914. Dit gedicht wordt veelvuldig gebruikt bij herdenkingsbijeenkomsten van de Eerste Wereldoorlog in het Gemenebest van Naties. Fondsen om de film te maken kwamen van de nationale loterij van het Verenigd Koninkrijk en het Britse ministerie van cultuur en media.

## Ontvangst
De film is over het algemeen positief ontvangen. Door sommigen werd de kanttekening gemaakt dat het materiaal wel erg intensief is bewerkt. Het NRC Handelsblad gaf vier uit vijf ballen: ‘discutabele, maar adembenemende resultaten. (..) Het verleden komt zo dichtbij als een speelfilm.’ Ook de Volkskrant gaf vier uit vijf sterren: ‘techniek (..) baanbrekend en het (..) is verbluffend’. De Telegraaf gaf ook vier sterren: ‘indrukwekkende documentaire’ en ‘soldaten (..) komen tot leven’. VPRO cinema gaf vijf uit vijf sterren: ‘een baanbrekende film.’ ‘bijzonder (..) goed geslaagd’. De film was een van de vier genomineerden voor beste documentaire van 2018 bij de 72e BAFTA Awards, maar de film heeft deze prijs niet gewonnen.